# Roemenië op de Olympische Zomerspelen 1980
Roemenië nam deel aan de Olympische Zomerspelen 1980 in Moskou, Sovjet-Unie. Er werden 25 medailles gewonnen, waaronder 6 gouden.

## Medailleoverzicht
| Sport          | Olympiër | Onderdeel                | Medaille |
| -------------- | --- | ------------------------ | -------- |
| Kanovaren      | Toma Simionov Ivan Patzaichin | C-2 1000m (m)            | Goud     |
| Roeien         | Sanda Toma | skiff (v)                |          |
| Schietsport    | Corneliu Ion | 25m snelvuurpistool      |          |
| Turnen         | Nadia Comăneci | balk (v)                 |          |
| Turnen         | Nadia Comăneci | vloer (v)                |          |
| Worstelen      | Ștefan Rusu | -68kg Grieks-Romeins     |          |
| Kanovaren      | Petre Capusta Ivan Patzaichin | C-2 500m (m)             | Zilver   |
| Kanovaren      | Vasile Dîba Nicușor Eșanu Ion Geanta Mihai Zafiu | K-4 1000m (m)            |          |
| Turnen         | Emilia Eberle | brug (v)                 |          |
| Turnen         | Nadia Comăneci | individuele meerkamp (v) |          |
| Turnen         | Nadia Comăneci Rodica Dunca Emilia Eberle Melita Ruhn Dumitriţa Turner | meerkamp team (v)        |          |
| Worstelen      | Constantin Alexandru | -48kg Grieks-Romeins     |          |
| Boksen         | Dumitru Cipere | -54kg (m)                | Brons    |
| Boksen         | Valentin Silaghi | -75kg (m)                |          |
| Handbal        | Ştefan Birtalan Iosif Boros Adrian Cosma Cezar Draganita Marian Dumitru Cornel Durau Alexandru Fölker Claudiu Eugen Ionescu Nicolae Munteanu Vasile Stinga Lucian Vasilache Neculai Vasilca Radu Voina Maricel Voinea | mannen                   |          |
| Kanovaren      | Vasile Dîba | K-1 500m (m)             |          |
| Ion Bîrlădeanu | K-1 1000m (m) |                          |          |
| Paardensport   | Anghelache Donescu Petre Rosca Durnitru Velicu | dressuur team            |          |
| Roeien         | Olga Homeghi Valeria Răcilă | dubbel-twee (v)          |          |
| Roeien         | Angelica Aposteanu Elena Bondar Florica Bucur Maria Constantinescu Elena Dobrițoiu Rodica Frintu Ana Iliuță Marlena Zagoni-Predescu                                                                                   | acht (v)                 |          |
| Turnen         | Melita Ruhn | brug (v)                 |          |
| Turnen         | Melita Ruhn | sprong (v)               |          |
| Volleybal      | Marius Cata-Chitiga Valter-Corneliu Chifu Laurentiu Dumanoiu Günther Enescu Dan Girleanu Sorin Macavei Corneliu Oros Neculae Vasile Pop Constantin Sterea Nicu Stoian                                                 | zaal (m)                 |          |
| Worstelen      | Petre Dicu | -90kg Grieks-Romeins     |          |
| Worstelen      | Vasile Andrei | -100kg Grieks-Romeins    |          |

## Deelnemers en resultaten

### Atletiek
| Olympiër                                                                            | Discipline             | Resultaat | Prestatie                                                                     |
| ----------------------------------------------------------------------------------- | ---------------------- | --------- | ----------------------------------------------------------------------------- |
| Horia Toboc                                                                         | 400m (m)               | 44e       | serie 2: 5de in 49,90                                                         |
| Ilie Floroiu                                                                        | 5000m (m)              | DNS       | serie 2: niet gestart                                                         |
| Ilie Floroiu                                                                        | 10000m (m)             | 10e       | serie 3: 5de in 29.03,1 finale: 10de in 28.16,25                              |
| Horia Toboc                                                                         | 400m horden (m)        | 6e        | serie 1: 6de in 50,89 halve finale 1: 3de in 50,58 finale: 6de in 49,84       |
| Vasile Bichea                                                                       | 3000m steeplechase (m) | 9e        | serie 3: 3de in 8.35,35 halve finale 2: 3de in 8.24,23 finale: 9de in 8.23,86 |
| Paul Copu                                                                           | 3000m steeplechase (m) | 20e       | serie 2: 7de in 8.45,54 halve finale 1: 11de in 8.44,91                       |
| Nicolae Voicu                                                                       | 3000m steeplechase (m) | 25e       | serie 1: 9de in 8.48,97                                                       |
| Sorin Matei                                                                         | hoogspringen (m)       | 13e       | kwalificatie groep B: 3de met 2,21m finale: 13de met 2,18m                    |
| Adrian Proteasa                                                                     | hoogspringen (m)       | 7e        | kwalificatie groep A: 9de met 2,21m finale: 7de met 2,21m                     |
| Iosif Naghi                                                                         | discuswerpen (m)       | 14e       | kwalificatie: 14de met 59,34m                                                 |
|                                                                                     |                        |           |                                                                               |
| Nicoleta Lia                                                                        | 200m (v)               | 26e       | serie 6: 6de in 24,54                                                         |
| Niculina Lazarciuc                                                                  | 400m (v)               | 19e       | serie 1: 5de in 52,52                                                         |
| Maria Samungi                                                                       | 400m (v)               | 23e       | serie 2: 4de in 52,89                                                         |
| Elena Tărîță                                                                        | 400m (v)               | 24e       | serie 4: 5de in 52,96                                                         |
| Doina Beşliu                                                                        | 800m (v)               | 13e       | serie 1: 3de in 2.01,9 halve finale 1: 6de in 2.00,8                          |
| Fița Lovin                                                                          | 800m (v)               | 9e        | serie 4: 2de in 2.00,2 halve finale 2: 4de in 1.59,2                          |
| Natalia Mărășescu                                                                   | 1500m (v)              | 9e        | serie 2: 5de in 4.05,9 finale: 9de in 4.04,8                                  |
| Maricica Puică                                                                      | 1500m (v)              | 7e        | serie 1: 5de in 4.01,7 finale: 7de in 4.01,3                                  |
| Ileana Silai                                                                        | 1500m (v)              | 8e        | serie 2: 2de in 4.04,7 finale: 8ste in 4.03,0                                 |
| Ibolya Korodi Niculina Lazarciuc Maria Samungi Elena Tărîță Nicoleta Lia Fița Lovin | 4x400m (v)             | 4e        | serie 2: 4de in 3.29,8 finale: 4de in 3.27,74                                 |
| Cornelia Popa                                                                       | hoogspringen (v)       | 8e        | kwalificatie groep B: 3de met 1,88m finale: 8ste met 1,88m                    |
| Florenţa Ţacu                                                                       | discuswerpen (v)       | 6e        | kwalificatie: 6de met 60,40m finale: 6de met 64,38m                           |
| Ileana Zörgö-Raduly                                                                 | speerwerpen (v)        | 7e        | kwalificatie groep A: 2de met 63,84m finale: 7de met 64,08m                   |

### Boksen
| Olympiër         | Discipline  | Resultaat | Prestatie |
| ---------------- | ----------- | --------- | --- |
| Dumitru Șchiopu  | -48kg (m)   | 5e        | 1ste ronde: W van SYR Hammoude: knock-out 2de ronde: W van FIN Juntumaa: 4-1 kwartfinale: V van PRK Li: 1-4                                                           |
| Daniel Radu      | -51kg (m)   | 5e        | 1ste ronde: vrij 2de ronde: W van GBR Wallace: 4-1 kwartfinale: V van HUN Váradi: 1-4                                                                                 |
| Dumitru Cipere   | -54kg (m)   | Brons     | 1ste ronde: W van ZAM Mutale: 5-0 2de ronde: W van POL Czerwiński: 5-0 kwartfinale: W van URS Khachatrian: 4-1 halve finale: V van VEN Piñango: 2-3                   |
| Titi Cercel      | -57kg (m)   | 9e        | 1ste ronde: W van HUN Gönczi: 5-0 2de ronde: V van CUB Horta: 0-5 |
| Florian Livadaru | -60kg (m)   | 5e        | 1ste ronde: W van ETH Haile: gediskwalficeerd 2de ronde: W van IRL Doyle: scheidsrechterlijke beslissing kwartfinale: V van POL Adach: scheidsrechterlijke beslissing |
| Simion Cuțov     | -63,5kg (m) | 17e       | 1ste ronde: V van URS Konakbayev: 0-5 |
| Ionel Budușan    | -67kg (m)   | 5e        | 1ste ronde: W van IRL Davitt: 5-0 2de ronde: W van FIN Marjamaa: scheidsrechterlijke beslissing kwartfinale: V van POL Szczerba: scheidsrechterlijke beslissing       |
| Marcel Sîrba     | -71kg (m)   | 17e       | 1ste ronde: V van SWE Vainonen: 2-3 |
| Valentin Silaghi | -75kg (m)   | Brons     | 1ste ronde: vrij 2de ronde: W van GUY Thomas: 5-0 kwartfinale: W van GBR Kaylor: 3-2 halve finale: V van CUB Gómez: 0-5                                               |
| Georgică Donici  | -81kg (m)   | 5e        | 1ste ronde: W van CMR Nanga-Ntsah: scheidsrechterlijke beslissing kwartfinale: V van POL Skrzecz: 1-4                                                                 |
| Teodor Pîrjol    | +81kg (m)   | 9e        | 1ste ronde: V van ITA Damiani: 1-4 |

### Boogschieten
| Olympiër      | Discipline      | Resultaat | Prestatie                                                                              |
| ------------- | --------------- | --------- | -------------------------------------------------------------------------------------- |
| Andrei Berki  | individueel (m) | 15e       | 1ste ronde: 15de met 1200 punten 2de ronde: 15de met 1189 punten totaal: 2389 punten   |
| Mihai Birzu   | individueel (m) | 25e       | 1ste ronde: 26ste met 1146 punten 2de ronde: 24ste met 1134 punten totaal: 2280 punten |
|               |                 |           |                                                                                        |
| Aurora Chin   | individueel (m) | 13e       | 1ste ronde: 9de met 1174 punten 2de ronde: 17de met 1145 punten totaal: 2319 punten    |
| Terezia Preda | individueel (m) | 24e       | 1ste ronde: 22ste met 1097 punten 2de ronde: 26ste met 1098 punten totaal: 2195 punten |

### Gewichtheffen
| Olympiër           | Discipline  | Resultaat | Prestatie                                                       |
| ------------------ | ----------- | --------- | --------------------------------------------------------------- |
| Gheorghe Maftei    | -56kg (m)   | 7e        | trekken: 8ste met 105kg stoten: 7de met 142,5kg totaal: 247,5kg |
| Petre Pavel        | -56kg (m)   | 8e        | trekken: 8ste met 105kg stoten: 8ste met 140kg totaal: 245kg    |
| Constantin Chiru   | -60kg (m)   | DNF       | trekken: geen geldige poging                                    |
| Gelu Radu          | -60kg (m)   | 8e        | trekken: 8ste met 115kg stoten: 6de met 150kg totaal: 255kg     |
| Virgil Dociu       | -67,5kg (m) | 8e        | trekken: 6de met 140kg stoten: 8ste met 170kg totaal: 310kg     |
| Dragomir Cioroslan | -75kg (m)   | 5e        | trekken: 7de met 140kg stoten: 4de met 182,5kg totaal: 322,5kg  |
| Petre Dumitru      | -82,5kg (m) | DNF       | trekken: 4de met 155kg stoten: geen geldige poging              |
| Vasile Groapă      | -90kg (m)   | 7e        | trekken: 6de met 160kg stoten: 7de met 195kg totaal: 355kg      |
| Ştefan Taşnadi     | -110kg (m)  | 6e        | trekken: 6de met 165kg stoten: 6de met 195kg totaal: 360kg      |
| Marin Parapancea   | +110kg (m)  | DNF       | trekken: geen geldige poging                                    |

### Handbal
| Olympiër | Discipline | Resultaat | Prestatie |
| --- | ---------- | --------- | --- |
| Ştefan Birtalan Iosif Boros Adrian Cosma Cezar Draganita Marian Dumitru Cornel Durau Alexandru Fölker Claudiu Eugen Ionescu Nicolae Munteanu Vasile Stinga Lucian Vasilache Neculai Vasilca Radu Voina Maricel Voinea | mannen     | Brons     | groep B: 2de W van Koeweit: 32-12 W van Algerije: 26-18 V van Joegoslavië: 21-23 W van Sovjet-Unie: 22-19 W van Zwitserland: 18-16 bronzen finale: W van Hongarije: 20-18 |

| Groep B |             |             |             |             |             |            |            |            |        |
| #       | Land        | Wedstrijden | Wedstrijden | Wedstrijden | Wedstrijden | Doelpunten | Doelpunten | Doelpunten | Punten |
| #       | Land        | G           | W           | G           | V           | V          | T          | Saldo      | Punten |
| 1       | Sovjet-Unie | 5           | 4           | 0           | 1           | 134        | 75         | +59        | 8      |
| 2       | Roemenië    | 5           | 4           | 0           | 1           | 119        | 88         | +31        | 8      |
| 3       | Joegoslavië | 5           | 4           | 0           | 1           | 132        | 92         | +30        | 8      |
| 4       | Zwitserland | 5           | 2           | 0           | 3           | 110        | 98         | +12        | 4      |
| 5       | Algerije    | 5           | 1           | 0           | 4           | 94         | 124        | -30        | 2      |
| 6       | Koeweit     | 5           | 0           | 0           | 5           | 64         | 176        | -112       | 0      |

| Ronde          | Datum  | Plaats      | Land  | Score       | Land |
| -------------- | ------ | ----------- | ----- | ----------- | ---- |
| Groepsfase     |        |             |       |             |      |
| 20 juli        | Moskou | Roemenië    | 32-12 | Koeweit     |      |
| 22 juli        | Moskou | Roemenië    | 26-18 | Algerije    |      |
| 24 juli        | Moskou | Joegoslavië | 23-21 | Roemenië    |      |
| 26 juli        | Moskou | Sovjet-Unie | 19-22 | Roemenië    |      |
| 28 juli        | Moskou | Roemenië    | 18-16 | Zwitserland |      |
| bronzen finale |        |             |       |             |      |
| 30 juli        | Moskou | Hongarije   | 18-20 | Roemenië    |      |

### Judo
| Olympiër           | Discipline      | Resultaat | Prestatie |
| ------------------ | --------------- | --------- | --- |
| Arpad Szabo        | -60kg (m)       | 19e       | 1ste ronde: V van GDR Arndt: koka |
| Constantin Niculae | -65kg (m)       | 19e       | 1ste ronde: V van BRA Onmura: koka |
| Cornel Roman       | -71kg (m)       | 19e       | 1ste ronde: V van FIN Myllylä: ippon |
| Mircea Frățică     | -78kg (m)       | 5e        | 1ste ronde: W van HUN Gyáni: waza-ari 2de ronde: vrij kwartfinale: W van BRA Alberto Cunha: ippon halve finale: V van URS Chabareli: yuko bronzen finale: V van GDR Heinke: yuko |
| Mihalache Toma     | -86kg (m)       | 10e       | 1ste ronde: vrij 2de ronde: W van PRK Pak: koka kwartfinale: V van BRA Carmona: ippon                                                                                            |
| Daniel Radu        | -95kg (m)       | 7e        | 1ste ronde: vrij 2de ronde: V van URS Khubuluri: ippon herkansingen: W van POL Nowakowski: ippon herkansingen 2: V van GDR Lorenz: ippon                                         |
| Mihai Cioc         | +95kg (m)       | 10e       | 1ste ronde: vrij 2de ronde: V van GBR Radburn: waza-ari |
| Pavel Drăgoi       | open klasse (m) | 7e        | 1ste ronde: vrij 2de ronde: V van GDR Lorenz: ippon herkansingen: V van MGL Tsend-Ayuush: ippon                                                                                  |

### Kanovaren
| Olympiër                                         | Discipline    | Resultaat | Prestatie                                                                                                   |
| ------------------------------------------------ | ------------- | --------- | --- |
| Lipat Varabiev                                   | C-1 500m (m)  | 7e        | serie 1: 2de in 1.55,74 finale: 7de in 1.56,80                                                              |
| Lipat Varabiev                                   | C-1 1000m (m) | 7e        | serie 1: 1ste in 4.06,13 finale: 5de in 4.16,68                                                             |
| Ivan Patzaichin Petre Capusta                    | C-2 500m (m)  | Zilver    | serie 1: 2de in 1.42,24 finale: 2de in 1.44,12                                                              |
| Ivan Patzaichin Toma Simionov                    | C-2 1000m (m) | Goud      | serie 2: 1ste in 3.38,36 finale: 1ste in 3.47,65                                                            |
| Vasile Dîba                                      | K-1 500m (m)  | Brons     | serie 3: 2de in 1.45,45 halve finale 2: 2de in 1.45,71 finale: 3de in 1.44,90                               |
| Ion Bîrlădeanu                                   | K-1 1000m (m) | Brons     | serie 2: 2de in 3.46,76 halve finale 1: 3de in 3.55,65 finale: 3de in 3.50,49                               |
| Alexandru Giura Ion Bîrlădeanu                   | K-2 500m (m)  | 6e        | serie 1: 4de in 1.37,34 herkansingen: 1ste in 1.38,55 halve finale 1: 2de in 1.36,90 finale: 6de in 1.36,96 |
| Alexandru Giura Nicolae Ticu                     | K-2 1000m (m) | 6e        | serie 1: 3de in 3.26,50 halve finale 2: 2de in 3.37,0 finale: 4de in 3.28,94                                |
| Mihai Zafiu Vasile Dîba Ion Geantă Nicușor Eșanu | K-4 1000m (m) | Zilver    | serie 1: 6de in 3.08,69 halve finale: 1ste in 3.09,63 finale: 2de in 3.15,35                                |
|                                                  |               |           | |
| Maria Ştefan                                     | K-1 500m (v)  | 4e        | serie 2: 2de in 1.59,94 finale: 4de in 2.00,90                                                              |
| Elisabeta Bǎbeanu Agafia Buhaev                  | K-2 500m (v)  | 4e        | serie 1: 2de in 1.48,04 finale: 4de in 1.48,04                                                              |

### Moderne vijfkamp
| Olympiër                                      | Discipline      | Resultaat | Prestatie |
| --------------------------------------------- | --------------- | --------- | --- |
| Gyula Galovici                                | individueel (m) | 27e       | paardensport: 38ste met 954 punten schermen: 21ste met 20 overwinningen schietsport: 13de met 195 punten zwemmen: 35ste in 3.43,389 atletiek: 16de in 13.40,2 totaal: 4935 punten  |
| Cezar Răducanu                                | individueel (m) | 41e       | paardensport: 25ste met 1010 punten schermen: 37ste met 16 overwinningen schietsport: 43ste met 172 punten zwemmen: 9de in 3.27,275 atletiek: 36ste in 14.14,7 totaal: 4397 punten |
| Dumitru Spîrlea                               | individueel (m) | 22e       | paardensport: 4de met 1100 punten schermen: 13de met 23 overwinningen schietsport: 31ste met 190 punten zwemmen: 13de in 3.31,318 atletiek: 35ste in 14.09,3 totaal: 5058 punten   |
| Gyula Galovici Cezar Răducanu Dumitru Spîrlea | team (m)        | 11e       | paardensport: 7de met 3064 punten schermen: 9de met 2262 punten schietsport: 12de met 2450 punten zwemmen: 6de met 3488 punten atletiek: 9de met 3126 punten totaal: 14390 punten  |

### Paardensport
| Olympiër                                              | Discipline  | Resultaat | Prestatie                                                                                              |
| Dressuur                                              | Dressuur    | Dressuur  | Dressuur                                                                                               |
| ----------------------------------------------------- | ----------- | --------- | --- |
| Anghel Donescu                                        | individueel | 6e        | kwalificatie: 5de met 1255 punten finale: 6de met 960 punten                                           |
| Petre Roșca                                           | individueel | 11e       | kwalificatie: 12de met 1015 punten finale: 11de met 741 punten                                         |
| Dumitru Velicu                                        | individueel | 12e       | kwalificatie: 10de met 1076 punten finale: 12de met 720 punten                                         |
| Anghelache Donescu Petre Rosca Durnitru Velicu        | team        | Brons     | 3346 punten                                                                                            |
| Springconcours                                        |             |           | |
| Alexandru Bozan Dumitru Velea Dania Popescu Ioan Popa | team        | 5e        | 1ste ronde: 4de met 44,25 strafpunten 2de ronde: 6de met 106,25 strafpunten totaal: 150,50 strafpunten |

### Roeien
| Olympiër | Discipline      | Resultaat | Prestatie                                                                        |
| --- | --------------- | --------- | -------------------------------------------------------------------------------- |
| Constantin Postoiu Valer Toma | twee-zonder (m) | 4e        | serie 1: 2de in 7.30,90 halve finale 2: 2de in 6.52,70 finale: 4de in 6.53,49    |
| Petre Ceapura Gabriel Bularda Ladislau Lovrenschi                                                                                   | twee-met (m)    | 4e        | serie 1: 1ste in 7.50,12 finale: 4de in 7.07,12                                  |
| Daniel Voiculescu Carolică Ilieş Petru Iosub Nicolae Simion                                                                         | vier-zonder (m) | 5e        | serie 2: 2de in 6.32,12 herkansingen: 2de in 6.13,31 finale: 5de in 6.19,42      |
| |                 |           |                                                                                  |
| Sanda Toma | skiff (v)       | Goud      | serie 1: 1ste in 4.07,20 halve finale 1: 1ste in 3.42,63 finale: 1ste in 3.40,69 |
| Olga Homeghi Valeria Răcilă | dubbel-twee (v) | Brons     | serie 1: 2de in 3.27,70 herkansingen: 3de in 3.21,74 finale: 3de in 3.18,91      |
| Florica Dospinescu Elena Oprea | twee-zonder (v) | 4e        | serie 2: 2de in 4.04,74 herkansingen: 2de in 3.37,16 finale: 4de in 3.35,14      |
| Maria Micşa-Macoviciuc Aneta Mihaly Sofia Corban-Banovici Mariana Zaharia Elena Giurcă                                              | dubbel-vier (v) | 4e        | serie 1: 1ste in 3.23,33 finale: 4de in 3.16,82                                  |
| Georgeta Militaru-Maşca Florica Silaghi Maria Tănasă-Fricioiu Valeria Cătescu Aneta Matei                                           | vier-met (v)    | 4e        | serie 1: 2de in 3.31,42 herkansingen: 2de in 3.23,91 finale: 4de in 3.22,08      |
| Angelica Aposteanu Elena Bondar Florica Bucur Maria Constantinescu Elena Dobrițoiu Rodica Frintu Ana Iliuță Marlena Zagoni-Predescu | acht (v)        | Brons     | serie 2: 2de in 3.16,21 herkansingen: 1ste in 3.10,24 finale: 3de in 3.05,63     |

### Schermen
| Olympiër                                                                     | Discipline      | Resultaat | Prestatie |
| ---------------------------------------------------------------------------- | --------------- | --------- | --- |
| Anton Pongratz                                                               | degen (m)       | 19e       | 1ste ronde groep 7: 2de G van FRA Picot: 5-5 W van POL Swornowski: 5-1 V van GBR Llewellyn: 3-5 W van KUW AL-Thuwani: 5-0 W van LIB Haddad: 5-0 2de ronde groep 1: 5de V van SWE Jacobson: 3-5 V van HUN Kolczonay: 4-5 G van ITA Bellone: 5-5 V van URS Mozhayev: 3-5 W van GBR Llewellyn: 5-3 |
| Ioan Popa                                                                    | degen (m)       | 6e        | 1ste ronde groep 3: 1ste W van SWE Harmenberg: 5-2 W van HUN Osztrics: 5-3 W van TCH Douba: 5-2 W van CUB González: 5-3 2de ronde groep 2: 4de V van SWE Edling: 2-5 V van URS Lukomsky: 4-5 V van FRA Boisse: 4-5 G van POL Jabłkowski: 5-5 W van CUB Favier: 5-1 3de ronde: W van URS Lukomsky 4de ronde: W van SWE Jacobson finale ronde: 6de V van SWE Harmenberg: 4-5 G van HUN Kolczonay: 5-5 V van FRA Riboud: 1-5 V van SWE Edling: 3-5 W van URS Mozhayev: 5-4 |
| Octavian Zidaru                                                              | degen (m)       | 26e       | 1ste ronde groep 6: 4de V van HUN Kolczonay: 1-5 V van ITA Bellone: 1-5 W van TCH Kubišta: 5-3 W van KUW Al-Khurafi: 5-0 |
| Ioan Popa Octavian Zidaru Anton Pongratz Costică Bărăgan Petru Kuki          | degen team (m)  | 4e        | 1ste ronde groep 4: 2de V van Frankrijk: 6-9 W van Koeweit: 12-4 kwartfinale: W van Hongarije: 8-5 halve finale: V van Polen: 4-8 bronzen finale: V van Sovjet-Unie: 5-9 |
| Petru Kuki                                                                   | floret (m)      | 6e        | 1ste ronde groep 5: 1ste W van POL Zych: 5-2 W van GDR Behrens: 5-1 W van CUB Favier: 5-3 W van KUW Al-Ahmed: 5-2 2de ronde groep 1: 1ste W van TCH Jurka: 5-3 W van AUS Benko: 5-3 W van GBR Bruniges: 5-1 W van BEL Soumagne: 5-4 V van GDR Behrens: 4-5 3de ronde: W van GBR Harper 4de ronde: V van FRA Jolyot herkansingen 2: W van GDR Behrens herkansingen 3: W van HUN Szelei finale ronde: 6de V van URS Smyrnov: 3-5 V van FRA Jolyot: 1-5 V van URS Romankov: 1-5 V van URS Ruziyev: 2-5 V van POL Koziejowski: 1-5                                                                                  |
| Tudor Petruș                                                                 | floret (m)      | 35e       | 1ste ronde groep 8: 4de V van HUN Demény: 1-5 V van ITA Cervi: 0-5 V van CUB González: 0-5 |
| Mihai Țiu                                                                    | floret (m)      | 25e       | 1ste ronde groep 4: 4de V van FRA Jolyot: 1-5 W van BEL Soumagne: 5-4 W van ESP Roca: 5-2 V van KUW Al-Awadhi: 4-5 |
| Petru Kuki Mihai Țiu Sorin Roca Tudor Petruș Anton Pongratz                  | floret team (m) | 5e        | 1ste ronde groep 1: 2de V van Sovjet-Unie: 2-9 W van Groot-Brittannië: 12-4 kwartfinale: V van DDR: 5-8 5-6de plek: W van Hongarije: 9-7 |
| Cornel Marin                                                                 | sabel (m)       | 9e        | 1ste ronde groep 5: 3de V van ITA Aldo Mortano: 4-5 V van GDR Ulbrich: 3-5 W van URS Burtsev: 5-3 W van KUW Mohamed: 5-0 2de ronde groep 3: 3de V van URS Krovopuskov: 1-5 V van HUN Gedővári: 1-5 W van POL Kostrzewa: 5-2 W van ITA Montano: 5-3 W van GBR Slade: 5-1 3de ronde: V van URS Burtsev herkansingen: W van BUL Chomakov herkansingen 2: V van URS Nazlymov |
| Marin Mustață                                                                | sabel (m)       | 22e       | 1ste ronde groep 6: 4de V van ITA Meglio: 2-5 V van HUN Gerevich: 2-5 V van POL Bierkowski: 2-5 W van KUW Al-Khawajah: 5-0 2de ronde groep 1: 6de V van ITA Maffei: 2-5 V van URS Burtsev: 2-5 V van HUN Nébald: 2-5 V van BUL Etropolski: 2-5 W van CUB Ortiz: 5-4 |
| Ioan Pop                                                                     | sabel (m)       | 13e       | 1ste ronde groep 4: 2de V van BUL Etropolski: 4-5 V van POL Kostrzewa: 2-5 W van URS Krovopuskov: 5-2 W van KUW Al-Ahmed: 5-0 2de ronde groep 2: 4de V van BUL Etropolski: 1-5 W van HUN Gerevich: 5-1 W van POL Bierkowski: 5-4 V van POL Jabłonowski: 2-5 W van GDR Ulbrich: 5-3 3de ronde: V van URS Krovopuskov herkansingen: V van ITA Maffei |
| Ioan Pop Marin Mustață Cornel Marin Ion Pantelimonescu Alexandru Nilca       | sabel team (m)  | 5e        | 1ste ronde groep 1: 2de W van Sovjet-Unie: 9-7 V van Cuba: 7-9 kwartfinale: V van Polen: 7-9 5-6de plek: W van DDR: 9-6 |
|                                                                              |                 |           | |
| Suzana Ardeleanu                                                             | floret (v)      | 24e       | 1ste ronde groep 2: 2de V van URS Novikova-Belova: 3-5 V van POL Wysoczańska: 4-5 W van CUB Alfonso: 5-4 W van BEL Borghs: 5-2 2de ronde groep 1: 6de V van CUB Alfonso: 1-5 V van URS Sidorova: 1-5 V van HUN Maros: 1-5 V van TCH Lokšová-Ráczová: 1-5 V van ITA Rita Sparaciari: 1-5 |
| Marcela Moldovan                                                             | floret (v)      | 21e       | 1ste ronde groep 1: 1ste W van CUB Rodríguez: 5-3 W van SWE Palm: 5-2 W van URS Sidorova: 5-4 W van GBR Brannon: 5-0 2de ronde groep 2: 6de V van URS Gilyazova: 4-5 V van GDR Niklaus: 3-5 V van FRA Brouquier: 4-5 V van CUB Font: 3-5 V van POL Skapska: 3-5 |
| Ecaterina Stahl                                                              | floret (v)      | 4e        | 1ste ronde groep 5: 1ste W van FRA Brouquier: 5-1 W van HUN Stefanek: 5-3 W van GBR Ann Martin: 5-2 W van GDR Janke: 5-2 V van AUS Ferguson: 2-5 2de ronde groep 4: 4de V van FRA Trinquet: 1-5 V van ITA Vaccaroni: 3-5 V van HUN Schwarczenberger-Tordasi: 1-5 W van GBR Brannon: 5-1 W van GDR Hertrampf: 5-2 3de ronde: W van URS Gilyazova 4de ronde: V van HUN Maros herkansingen 2: W van GDR Niklaus herkansingen 3: W van TCH Lokšová-Ráczová finale ronde: 4de V van FRA Trinquet-Hachin: 4-5 W van HUN Maros: 5-4 W van POL Wysoczańska: 5-2 V van FRA Latrille-Gaudin: 3-5 V van ITA Vaccaroni: 2-5 |
| Ecaterina Stahl Marcela Moldovan Viorica Țurcanu Suzana Ardeleanu Aurora Dan | floret team (v) | 9e        | 1ste ronde groep 2: 3de V van Sovjet-Unie: 5-11 V van Italië: 7-9 |

### Schietsport
| Olympiër     | Discipline          | Resultaat | Prestatie                          |
| ------------ | ------------------- | --------- | ---------------------------------- |
| Mircea Ilca  | 50m geweer liggend  | 11e       | 596 punten: (100-99-99-100-98-100) |
| Dan Iuga     | 50m pistool         | 17e       | 555 punten: (95-90-92-91-95-92)    |
| Corneliu Ion | 25m snelvuurpistool | Goud      | 596 punten: (299-297)              |
| Marin Stan   | 25m snelvuurpistool | 7e        | 595 punten: (298-297)              |
| Ioan Toman   | skeet               | 19e       | 192 punten                         |

### Schoonspringen
| Olympiër         | Discipline    | Resultaat | Prestatie                          |
| ---------------- | ------------- | --------- | ---------------------------------- |
| Alex Bagiu       | 3m plank (m)  | 23e       | voorronde: 23ste met 427,35 punten |
| Alex Bagiu       | 10m toren (m) | 13e       | voorronde: 13de met 436,02 punten  |
|                  |               |           |                                    |
| Liliana Cîrstea  | 3m plank (v)  | 23e       | voorronde: 23ste met 354,33 punten |
| Ruxandra Hociotă | 3m plank (v)  | 15e       | voorronde: 15de met 389,10 punten  |

### Turnen
| Olympiër                                                                               | Discipline               | Resultaat | Prestatie |
| -------------------------------------------------------------------------------------- | ------------------------ | --------- | --- |
| Dan Grecu                                                                              | ringen (m)               | 6e        | kwalificatie: 2de met 19,70 punten finale: 6de met 10,850 punten |
| Romulus Bucuroiu                                                                       | individuele meerkamp (m) | 32e       | kwalificatie: 32ste vloer: 46ste met 18,45 punten sprong: 25ste met 19,30 punten brug: 43ste met 18,65 punten rekstok: 51ste met 18,15 punten ringen: 29ste met 18,85 punten paard voltige: 14de met 19,35 punten totaal: 112,75 punten |
| Sorin Cepoi                                                                            | individuele meerkamp (m) | 25e       | kwalificatie: 25ste vloer: 40ste met 18,65 punten sprong: 23ste met 19,35 punten brug: 11de met 19,30 punten rekstok: 37ste met 18,50 punten ringen: 30ste met 18,80 punten paard voltige: 28ste met 18,95 punten totaal: 113,55 punten |
| Dan Grecu                                                                              | individuele meerkamp (m) | 9e        | kwalificatie: 15de vloer: 33ste met 18,75 punten sprong: 25ste met 19,30 punten brug: 8ste met 19,45 punten rekstok: 23ste met 18,75 punten ringen: 2de met 19,70 punten paard voltige: 29ste met 18,90 punten totaal: 114,85 punten finale: 9de vloer: 25ste met 9,15 punten sprong: 16de met 9,80 punten brug: 11de met 9,55 punten rekstok: 8ste met 9,85 punten ringen: 6de met 9,85 punten paard voltige: 16de met 9,60 punten totaal: 115,225 punten    |
| Aurelian Georgescu                                                                     | individuele meerkamp (m) | 18e       | kwalificatie: 22ste vloer: 15de met 19,15 punten sprong: 15de met 19,50 punten brug: 17de met 19,15 punten rekstok: 37ste met 18,50 punten ringen: 25ste met 18,95 punten paard voltige: 41ste met 18,50 punten totaal: 113,75 punten finale: 18de vloer: 11de met 9,50 punten sprong: 2de met 9,90 punten brug: 29ste met 8,90 punten rekstok: 28ste met 9,55 punten ringen: 11de met 9,80 punten paard voltige: 19de met 9,55 punten totaal: 114,075 punten |
| Nicolae Oprescu                                                                        | individuele meerkamp (m) | 28e       | kwalificatie: 28ste vloer: 40ste met 18,65 punten sprong: 39ste met 19,10 punten brug: 32ste met 18,90 punten rekstok: 21ste met 18,80 punten ringen: 16de met 19,30 punten paard voltige: 47ste met 18,20 punten totaal: 112,95 punten |
| Kurt Szilier                                                                           | individuele meerkamp (m) | 14e       | kwalificatie: 17de vloer: 23ste met 19,00 punten sprong: 18de met 19,45 punten brug: 43ste met 18,65 punten rekstok: 13de met 19,15 punten ringen: 19de met 19,20 punten paard voltige: 14de met 19,35 punten totaal: 114,80 punten finale: 14de vloer: 13de met 9,40 punten sprong: 27ste met 9,60 punten brug: 29ste met 8,90 punten rekstok: 8ste met 9,85 punten ringen: 11de met 9,80 punten paard voltige: 11de met 9,70 punten totaal: 114,65 punten   |
| Dan Grecu Kurt Szilier Aurelian Georgescu Sorin Cepoi Nicolae Oprescu Romulus Bucuroiu | meerkamp team (m)        | 4e        | vloer: 6de met 94,25 punten sprong: 5de met 96,95 punten brug: 3de met 96,00 punten rekstok: 5de met 93,85 punten ringen: 3de met 96,20 punten paard voltige: 4de met 95,05 punten totaal: 572,30 punten |
|                                                                                        |                          |           | |
| Nadia Comăneci                                                                         | vloer (v)                | Goud      | kwalificatie: 1ste met 19,85 punten finale: 1ste met 19,875 punten |
| Emilia Eberle                                                                          | vloer (v)                | 5e        | kwalificatie: 5de met 19,80 punten finale: 5de met 19,75 punten |
| Nadia Comăneci                                                                         | sprong (v)               | 5e        | kwalificatie: 1ste met 19,85 punten finale: 5de met 19,35 punten |
| Melita Ruhn                                                                            | sprong (v)               | Brons     | kwalificatie: 6de met 19,75 punten finale: 3de met 19,65 punten |
| Emilia Eberle                                                                          | brug (v)                 | Zilver    | kwalificatie: 2de met 19,90 punten finale: 2de met 19,85 punten |
| Melita Ruhn                                                                            | brug (v)                 | Brons     | kwalificatie: 3de met 19,75 punten finale: 3de met 19,775 punten |
| Nadia Comăneci                                                                         | balk (v)                 | Goud      | kwalificatie: 1ste met 19,90 punten finale: 1ste met 19,80 punten |
| Emilia Eberle                                                                          | balk (v)                 | 6e        | kwalificatie: 2de met 19,80 punten finale: 6de met 19,400 punten |
| Nadia Comăneci                                                                         | individuele meerkamp (v) | Zilver    | kwalificatie: 4de vloer: 1ste met 19,85 punten sprong: 1ste met 19,85 punten brug: 20ste met 19,45 punten balk: 1ste met 19,90 punten totaal: 79,05 punten finale: 2de vloer: 1ste met 9,95 punten sprong: 5de met 9,75 punten brug: 1ste met 10,00 punten balk: 4de met 9,85 punten totaal: 79,075 punten |
| Rodica Dunca                                                                           | individuele meerkamp (v) | 7e        | kwalificatie: 10de vloer: 13de met 19,60 punten sprong: 9de met 19,70 punten brug: 17de met 19,50 punten balk: 4de met 19,70 punten totaal: 78,50 punten finale: 7de vloer: 5de met 9,85 punten sprong: 5de met 9,75 punten brug: 14de met 9,60 punten balk: 2de met 9,90 punten totaal: 78,350 punten |
| Emilia Eberle                                                                          | individuele meerkamp (v) | 6e        | kwalificatie: 3de vloer: 5de met 19,80 punten sprong: 16de met 19,60 punten brug:2de met 19,90 punten balk: 2de met 19,80 punten totaal: 79,10 punten finale: 6de vloer: 1ste met 9,95 punten sprong: 15de met 9,60 punten brug: 4de met 9,90 punten balk: 13de met 9,40 punten totaal: 78,400 punten |
| Cristina Elena Grigoraș                                                                | individuele meerkamp (v) | 15e       | kwalificatie: 15de vloer: 15de met 19,50 punten sprong: 12de met 19,65 punten brug: 22ste met 19,410 punten balk: 15de met 19,45 punten totaal: 78,00 punten |
| Melita Ruhn                                                                            | individuele meerkamp (v) | 12e       | kwalificatie: 13de vloer: 19de met 19,40 punten sprong: 6de met 19,75 punten brug: 3de met 19,75 punten balk: 17de met 19,40 punten totaal: 78,30 punten |
| Dumitrița Turner                                                                       | individuele meerkamp (v) | 22e       | kwalificatie: 22ste vloer: 22ste met 19,35 punten sprong: 16de met 19,60 punten brug: 33ste met 18,95 punten balk: 21ste met 19,35 punten totaal: 77,25 punten |
| Nadia Comăneci Rodica Dunca Emilia Eberle Melita Ruhn Dumitriţa Turner                 | meerkamp team (v)        | Zilver    | vloer: 2de met 98,20 punten sprong: 1ste met 98,70 punten brug: 3de met 98,30 punten balk: 2de met 98,30 punten totaal: 393,50 punten |

### Volleybal

#### Mannen
| Olympiër | Discipline | Resultaat | Prestatie |
| --- | ---------- | --------- | --- |
| Marius Cata-Chitiga Valter-Corneliu Chifu Laurentiu Dumanoiu Günther Enescu Dan Girleanu Sorin Macavei Corneliu Oros Neculae Vasile Pop Constantin Sterea Nicu Stoian | mannen     | Brons     | groep B: 2de W van Libië: 3-0 (15-3, 15-1, 15-1) V van Polen: 1-3 (15-9, 12-15, 13-15, 13-15) W van Brazilië: 3-1 (13-15, 15-4, 15-12, 15-3) W van Joegoslavië: 3-1 (15-9, 14-16, 15-8, 15-12) halve finale: V van Sovjet-Unie: 0-3 (6-15, 10-15, 5-15) bronzen finale: W van Polen: 3-1 (15-10, 9-15, 15-13, 15-9) |

| Groep B |             |             |             |             |             |             |             |        |        |        |        |
| #       | Land        | Wedstrijden | Wedstrijden | Wedstrijden | Wedstrijden | Wedstrijden | Wedstrijden | Punten | Punten | Punten | Punten |
| #       | Land        | G           | W           | V           | SW          | SV          | SR          | SPW    | SPL    | Saldo  | Punten |
| 1       | Polen       | 4           | 3           | 1           | 11          | 5           | +6          | 221    | 172    | +49    | 6      |
| 2       | Roemenië    | 4           | 3           | 1           | 10          | 5           | +5          | 215    | 138    | +77    | 5      |
| 3       | Brazilië    | 4           | 2           | 2           | 9           | 8           | +1          | 215    | 196    | +19    | 4      |
| 4       | Joegoslavië | 4           | 2           | 2           | 8           | 8           | 0           | 189    | 177    | +12    | 3      |
| 5       | Libië       | 4           | 0           | 4           | 0           | 12          | -12         | 23     | 180    | -157   | 3      |

| Ronde          | Datum  | Plaats      | Land | Score       | Land |
| -------------- | ------ | ----------- | ---- | ----------- | ---- |
| Groepsfase     |        |             |      |             |      |
| 20 juli        | Moskou | Roemenië    | 3-0  | Libië       |      |
| 22 juli        | Moskou | Polen       | 3-1  | Roemenië    |      |
| 24 juli        | Moskou | Roemenië    | 3-1  | Brazilië    |      |
| 26 juli        | Moskou | Roemenië    | 3-1  | Joegoslavië |      |
| halve finale   |        |             |      |             |      |
| 30 juli        | Moskou | Sovjet-Unie | 3-0  | Roemenië    |      |
| bronzen finale |        |             |      |             |      |
| 1 augustus     | Moskou | Roemenië    | 3-1  | Polen       |      |

#### Vrouwen
| Olympiër | Discipline | Resultaat | Prestatie |
| --- | ---------- | --------- | --- |
| Mariana Ionescu Gabriela Coman Doina Savoiu Victoria Georgescu Ileana Dobroschi Victoria Banciu Irina Petculet Crina Georgescu Iuliana Enescu Ioana Liteanu Corina Crivat Elena Piron | vrouwen    | 8e        | groep B: 3de V van Bulgarije: 1-3 (9-15, 15-7, 5-15, 4-15) W van Hongarije: 3-2 (5-15, 15-3, 15-5, 10-15, 15-8) W van Brazilië: 3-2 (10-15, 9-15, 15-6, 15-13, 15-6) 5-8ste plek: V van Peru: 0-3 (12-15, 9-15, 11-15) 7-8ste plek: V van Brazilië: 0-3 (8-15, 12-15, 12-15) |

| Groep B |           |             |             |             |             |             |             |        |        |        |        |
| #       | Land      | Wedstrijden | Wedstrijden | Wedstrijden | Wedstrijden | Wedstrijden | Wedstrijden | Punten | Punten | Punten | Punten |
| #       | Land      | G           | W           | V           | SW          | SV          | SR          | SPW    | SPL    | Saldo  | Punten |
| 1       | Bulgarije | 3           | 2           | 1           | 7           | 4           | +3          | 138    | 114    | +24    | 5      |
| 2       | Hongarije | 3           | 2           | 1           | 8           | 6           | +2          | 161    | 170    | -9     | 5      |
| 3       | Roemenië  | 3           | 2           | 1           | 7           | 7           | 0           | 157    | 153    | +4     | 5      |
| 4       | Brazilië  | 3           | 0           | 3           | 4           | 9           | -5          | 152    | 171    | -19    | 3      |

| Ronde       | Datum  | Plaats    | Land | Score    | Land |
| ----------- | ------ | --------- | ---- | -------- | ---- |
| Groepsfase  |        |           |      |          |      |
| 21 juli     | Moskou | Bulgarije | 3-1  | Roemenië |      |
| 23 juli     | Moskou | Hongarije | 2-3  | Roemenië |      |
| 25 juli     | Moskou | Brazilië  | 2-3  | Roemenië |      |
| 5-8ste plek |        |           |      |          |      |
| 27 juli     | Moskou | Peru      | 3-0  | Roemenië |      |
| 7-8ste plek |        |           |      |          |      |
| 29 juli     | Moskou | Roemenië  | 0-3  | Brazilië |      |

### Waterpolo
| Olympiër | Discipline | Resultaat | Prestatie |
| --- | ---------- | --------- | --- |
| Doru Spînu Vasile Ungureanu Dorin Viorel Costras Adrian Nastasiu Dinu Popescu Claudiu loan Rusu Ilie Slâvei Liviu Râducanu Viorel Rus Adrian Schervan Florin Slâvei | mannen     | 9e        | groep A: 3de G van Hongarije: 6-6 W van Griekenland: 6-4 V van Nederland: 3-5 7-12de plek: 3de V van Italië: 3-5 G van Australië: 4-4 W van Zweden: 8-3 W van Bulgarije: 10-6 W van Griekenland: 11-8 |

| Groep A |             |             |             |             |             |        |        |        |        |
| #       | Land        | Wedstrijden | Wedstrijden | Wedstrijden | Wedstrijden | Punten | Punten | Punten | Punten |
| #       | Land        | G           | W           | G           | V           | V      | T      | Saldo  | Punten |
| 1       | Hongarije   | 3           | 2           | 1           | 0           | 19     | 14     | +5     | 5      |
| 2       | Nederland   | 3           | 2           | 0           | 1           | 16     | 15     | +1     | 4      |
| 3       | Roemenië    | 3           | 1           | 1           | 1           | 15     | 15     | 0      | 3      |
| 4       | Griekenland | 3           | 0           | 0           | 3           | 16     | 22     | -6     | 0      |

| Ronde      | Datum  | Plaats      | Land | Score     | Land |
| ---------- | ------ | ----------- | ---- | --------- | ---- |
| Groepsfase |        |             |      |           |      |
| 20 juli    | Moskou | Hongarije   | 6-6  | Roemenië  |      |
| 21 juli    | Moskou | Griekenland | 4-6  | Roemenië  |      |
| 22 juli    | Moskou | Roemenië    | 3-5  | Nederland |      |

| Groep 7-12de plaats |             |             |             |             |             |        |        |        |        |
| #                   | Land        | Wedstrijden | Wedstrijden | Wedstrijden | Wedstrijden | Punten | Punten | Punten | Punten |
| #                   | Land        | G           | W           | G           | V           | V      | T      | Saldo  | Punten |
| 1                   | Australië   | 5           | 4           | 1           | 0           | 30     | 19     | +11    | 9      |
| 2                   | Italië      | 5           | 4           | 0           | 1           | 26     | 18     | +8     | 8      |
| 3                   | Roemenië    | 5           | 3           | 1           | 1           | 36     | 26     | +10    | 7      |
| 4                   | Griekenland | 5           | 2           | 0           | 3           | 28     | 28     | 0      | 4      |
| 5                   | Zweden      | 5           | 1           | 0           | 4           | 23     | 40     | -17    | 2      |
| 6                   | Bulgarije   | 5           | 0           | 0           | 5           | 25     | 37     | -12    | 0      |

| Ronde      | Datum  | Plaats   | Land | Score       | Land |
| ---------- | ------ | -------- | ---- | ----------- | ---- |
| Groepsfase |        |          |      |             |      |
| 24 juli    | Moskou | Roemenië | 3-5  | Italië      |      |
| 25 juli    | Moskou | Roemenië | 4-4  | Australië   |      |
| 26 juli    | Moskou | Roemenië | 8-3  | Zweden      |      |
| 28 juli    | Moskou | Roemenië | 10-6 | Bulgarije   |      |
| 29 juli    | Moskou | Roemenië | 11-8 | Griekenland |      |

### Wielersport
| Olympiër         | Discipline       | Resultaat | Prestatie      |
| ---------------- | ---------------- | --------- | -------------- |
| Mircea Romaşcanu | wegwedstrijd (m) | DNF       | niet gefinisht |
| Teodor Vasile    | wegwedstrijd (m) | DNF       | niet gefinisht |

### Worstelen
| Olympiër             | Discipline  | Resultaat   | Prestatie |
| Vrije stijl          | Vrije stijl | Vrije stijl | Vrije stijl |
| -------------------- | ----------- | ----------- | --- |
| Gheorghe Raşovan     | -48kg (m)   | 8e          | 1ste ronde: V van IND Singh: 5-12 2de ronde: W van HUN Bíró: val 3de ronde: V van POL Falandys: val |
| Petru Ciarnău        | -52kg (m)   | 13e         | 1ste ronde: V van POL Stecyk: gediskwalificeerd 2de ronde: V van HUN Szabó: val |
| Aurel Neagu          | -57kg (m)   | 5e          | 1ste ronde: V van MGL Oyuunbold: 10-10 2de ronde: W van AFG Halilula: val 3de ronde: vrij 4de ronde: V van PRK Li: 3-10 |
| Aurel Şuteu          | -62kg (m)   | 5e          | 1ste ronde: vrij 2de ronde: V van URS Abushev: 2-15 3de ronde: W van GBR Aspen: 15-4 4de ronde: W van MGL Nasanjargal: 10-5 5de ronde: V van BUL Dukov: 3-10                                                                             |
| Octavian Duşa        | -68kg (m)   | 6e          | 1ste ronde: W van ALG Admane: gediskwalificeerd 2de ronde: W van IRQ Hussain Faris: val 3de ronde: V van URS Absaidov: val 4de ronde: V van GDR Probst: 3-5                                                                              |
| Marin Pîrcălabu      | -74kg (m)   | 10e         | 1ste ronde: V van ITA Niccolini: val 2de ronde: W van AUT Brötzner: val 3de ronde: V van MGL Davaajav: 3-9 |
| Vasile Ţigănaş       | -82kg (m)   | 12e         | 1ste ronde: V van MGL Düvchin: val 2de ronde: V van BUL Abilov: val |
| Ion Ivanov           | -90kg (m)   | 7e          | 1ste ronde: V van GDR Neupert: val 2de ronde: W van GBR Peache: val 3de ronde: W van CUB Gómez: 15-4 4de ronde: V van BUL Ginov: 4-7 |
| Vasile Puşcaşu       | -100kg (m)  | 6e          | 1ste ronde: W van SWE Andersson 2de ronde: V van GDR Büttner: 5-6 3de ronde: W van MGL Bayanmönkh: val 4de ronde: V van TCH Strnisko: 7-8                                                                                                |
| Andrei Ianko         | +100kg (m)  | 5e          | 1ste ronde: W van SYR Diba: gediskwalificeerd 2de ronde: V van HUN Balla: gediskwalificeerd 3de ronde: vrij 4de ronde: V van POL Sandurski: val                                                                                          |
| Grieks-Romeins       |             |             | |
| Constantin Alexandru | -48kg (m)   | Zilver      | 1ste ronde: V van URS Ushkempirov: 2-6 2de ronde: W van SYR Nakdali: val 3de ronde: W van MEX Olvera: val 4de ronde: W van BUL Hristov: gediskwalificeerd 5de ronde: W van HUN Seres: 10-5                                               |
| Nicu Gingă           | -52kg (m)   | 4e          | 1ste ronde: W van POL Wróblewski: 7-6 2de ronde: G van HUN Rácz: gediskwalificeerd 3de ronde: W van TCH Jelínek: gediskwalificeerd 4de ronde: V van BUL Mladenov: 2-5                                                                    |
| Mihai Boţilă         | -57kg (m)   | 4e          | 1ste ronde: W van SYR Nakdali: 14-3 2de ronde: V van URS Serikov: val 3de ronde: W van FIN Ukkola: 6-4 4de ronde: W van ITA Caltabiano 5de ronde: V van POL Lipień                                                                       |
| Ion Păun             | -62kg (m)   | 10e         | 1ste ronde: V van SWE Malmkvist: 2-4 2de ronde: V van YUG Frgić: gediskwalificeerd |
| Ștefan Rusu          | -68kg (m)   | Goud        | 1ste ronde: W van BUL Atanasov: val 2de ronde: W van FIN Sipilä: val 3de ronde: W van YUG Čaba: val 4de ronde: W van AUT Hartmann: val 5de ronde: W van URS Nalbandyan 6de ronde: W van POL Supron: 3-2 7de ronde: W van SWE Skiöld: 5-1 |
| Gheorghe Minea       | -74kg (m)   | 7e          | 1ste ronde: W van IRQ Lufti Shihad: 12-6 2de ronde: V van POL Dziadura: 3-4 3de ronde: vrij 4de ronde: V van HUN Kocsis: val |
| Ion Draica           | -82kg (m)   | 11e         | 1ste ronde: G van POL Dołgowicz 2de ronde: G van SWE Andersson |
| Petre Dicu           | -90kg (m)   | Brons       | 1ste ronde: W van AUT Pitschmann: gediskwalificeerd 2de ronde: V van URS Kanygin 3de ronde: W van BUL Ivanov: 6-2 4de ronde: W van GDR Horschel: val 5de ronde: W van SWE Andersson: 3-2 6de ronde: V van HUN Növényi: 1-4               |
| Vasile Andrei        | -100kg (m)  | Brons       | 1ste ronde: W van YUG Memišević: gediskwalificeerd 2de ronde: W van URS Balboshin 3de ronde: V van POL Bierła: gediskwalificeerd 4de ronde: V van BUL Raikov: 2-7                                                                        |
| Roman Codreanu       | +100kg (m)  | 7e          | 1ste ronde: V van URS Kolchinsky: gediskwalificeerd 2de ronde: W van POL Galiński: gediskwalificeerd 3de ronde: V van BUL Tomov: gediskwalificeerd                                                                                       |

### Zeilen
| Olympiër                        | Discipline      | Resultaat | Prestatie                            |
| ------------------------------- | --------------- | --------- | ------------------------------------ |
| Mihai Butucaru                  | finn            | 15e       | 114,0 punten: (10-19-18-10-13-19-8)  |
| Mircea Carp Adrian Arendt       | flying dutchman | 13e       | 110,0 punten: (12-12-13-11-13-14-13) |
| Andrei Chjliman Catalin Luchian | tornado klasse  | 11e       | 98,0 punten: (10-11-11-10-11-9-11)   |

### Zwemmen
| Olympiër                                                         | Discipline            | Resultaat | Prestatie                                       |
| ---------------------------------------------------------------- | --------------------- | --------- | ----------------------------------------------- |
| Mihai Mandache                                                   | 100m rugslag (m)      | 22e       | serie 5: 5de in 1.00,26                         |
| Mihai Mandache                                                   | 200m rugslag (m)      | 18e       | serie 4: 6de in 2.07,97                         |
|                                                                  |                       |           |                                                 |
| Irinel Pănulescu                                                 | 200m vrije slag (v)   | 20e       | serie 3: 6de in 2.09,94                         |
| Carmen Bunaciu                                                   | 100m rugslag (v)      | 4e        | serie 1: 1ste in 1.03,25 finale: 4de in 1.03,81 |
| Carmen Bunaciu                                                   | 200m rugslag (v)      | 4e        | serie 2: 2de in 2.15,88 finale: 4de in 2.15,20  |
| Brigitte Prass                                                   | 100m schoolslag (v)   | 17e       | serie 3: 5de in 1.15,10                         |
| Brigitte Prass                                                   | 200m schoolslag (v)   | 15e       | serie 4: 6de in 2.39,90 (NR)                    |
| Mariana Paraschiv                                                | 100m vlinderslag (v)  | 19e       | serie 2: 5de in 1.05,34                         |
| Irinel Pănulescu                                                 | 400m wisselslag (v)   | 14e       | serie 3: 6de in 5.07,74                         |
| Mariana Paraschiv                                                | 400m wisselslag (v)   | 13e       | serie 1: 4de in 5.04,56                         |
| Carmen Bunaciu Brigitte Prass Mariana Paraschiv Irinel Pănulescu | 4x100m wisselslag (v) | 7e        | serie 1: 4de in 4.24,08                         |

Afghanistan · Algerije · Andorra · Angola · Australië · België · Benin · Birma · Botswana · Brazilië · Bulgarije · Colombia · Congo-Brazzaville · Costa Rica · Cuba · Cyprus · Denemarken · Dominicaanse Republiek · Duitse Democratische Republiek · Ecuador · Ethiopië · Finland · Frankrijk · Griekenland · Groot-Brittannië · Guatemala · Guinee · Guyana · Hongarije · Ierland · IJsland · India · Irak · Italië · Jamaica · Joegoslavië · Jordanië · Kameroen · Koeweit · Laos · Lesotho · Libanon · Liberia · Libië · Luxemburg · Madagaskar · Mali · Malta · Mexico · Mongolië · Mozambique · Nederland · Nepal · Nicaragua · Nieuw-Zeeland · Nigeria · Noord-Korea · Oeganda · Oostenrijk · Peru · Polen · Portugal · Puerto Rico · Roemenië · San Marino · Senegal · Seychellen · Sierra Leone · Sovjet-Unie · Spanje · Sri Lanka · Syrië · Tanzania · Trinidad en Tobago · Tsjecho-Slowakije · Venezuela · Vietnam · Zambia · Zimbabwe · Zweden · Zwitserland